# Rugby Lions
Maillots
Le Rugby Football Club, appelé aussi Rugby Lions, est un club de rugby anglais fondé en 1867 dans la ville de Rugby dans le Warwickshire. Ce club ne doit pas être confondu avec la sélection des meilleurs joueurs britanniques, les Lions irlandais et britanniques ou Lions.

## Histoire
Peu d’archives subsistent, mais il semble le club soit le successeur des Rugby Crusaders, fondés en 1867. Le club s’affilie à la Rugby Football Union en 1873. La ville de Rugby accueille l'école privée où les règles du rugby à XV sont  établies, la prestigieuse Rugby School, sur les pelouses de laquelle William Webb Ellis aurait un jour de 1823 ramassé le ballon avec les mains, créant ainsi un nouveau « code » de football. Des liens ont toujours existé entre le club et l'école comme en témoigne le lion rouge rampant qui orne le blason du club et celui de la maison, Town House, qui traditionnellement accueillait dans l'école les élèves originaires de la ville. Malgré cette prestigieuse ascendance et quelques internationaux, le club n’a jamais compté parmi les grands du rugby anglais. Ses meilleures performances sont deux saisons en première division (1991-1993). Après une relégation en troisième division en 1995, le club met la clé sous la porte, avant de se reformer sous le nom de Rugby Lions FC. Depuis lors, le club, devenu professionnel, navigue entre la quatrième et la cinquième division.

## Personnalités du club

### Joueurs célèbres
- Ben Gollings

### Entraîneurs
- 2011-2012 : Neil Back[1],[2]